# アメル・ゴヤク
アメル・ゴヤク（Amer Gojak、1997年2月13日 - ）は、ボスニア・ヘルツェゴビナ・サラエヴォ出身のサッカー選手。ネムゼティ・バイノクシャーグI・フェレンツヴァーロシュTC所属。ポジションはMF。ボスニア・ヘルツェゴビナ代表。